# Meigenia infantilis
Meigenia infantilis là một loài ruồi trong họ Tachinidae.